# Kenny Burrell

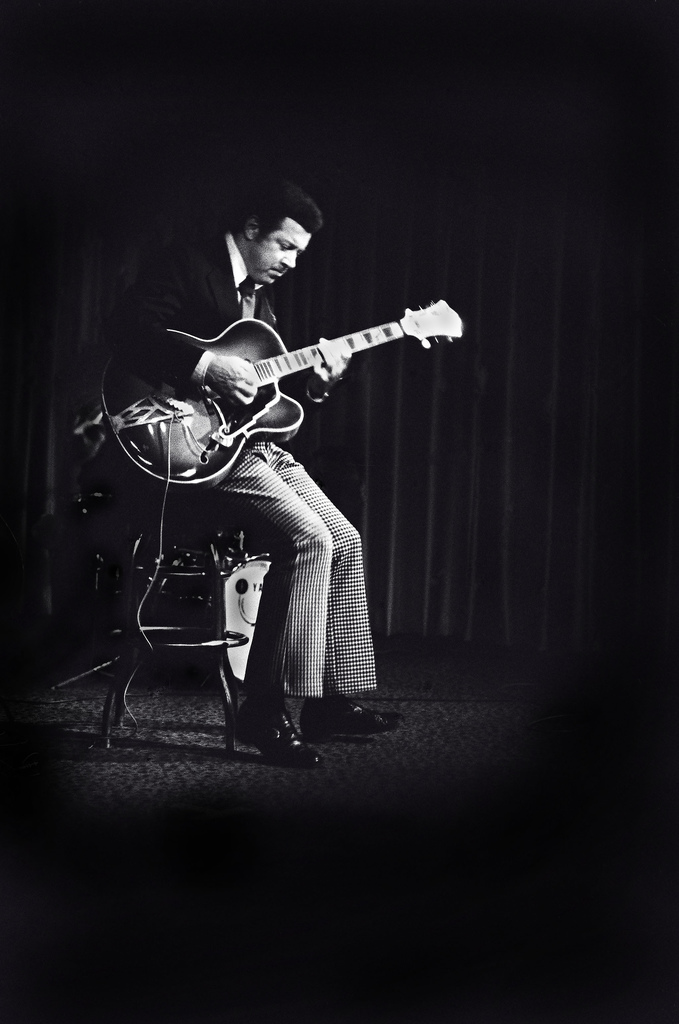
Kenny Burrell en una actuació a Buffalo l'any 1977.

Kenny Burrell (Detroit, Michigan, 1931) és un guitarrista de jazz estatunidenc. Burrell és conegut com un dels músics que van desenvolupar el llenguatge de la guitarra de jazz en el gènere Bebop.

## Biografia
Nascut al si d'una família de músics, la seva mare cantava al cor d'una església baptista, i el seu pare tocava el banjo i l'ukelele. Dos dels seus germans són també guitarristes.
Les seves influències van ser Charlie Christian, Oscar Moore, Django Reinhardt i T-Bone Walker. L'any 1951 efectua el seu primer enregistrament d'importància amb un grup de Dizzy Gillespie que incloïa John Coltrane, Milt Jackson i Percy Heath. Es graduà en música a la Wayne State University l'any 1955, al mateix temps que estudia la tècnica de la guitarra clàssica amb Joseph Fava.
El 1955 va substituir Herb Ellis al trio d'Oscar Peterson, que el portà per primera vegada a Nova York. L'any següent, Kenny i Tommy Flanagan decideixen instal·lar-se definitivament a aquesta ciutat i en poc temps aconsegueixen ser dels músics amb més demanda per sessions de gravació i gires. Kenny treballa amb Leo Wright, Kenny Dorham, Billie Holiday, Gene Amons, Thad Jones, Stant Getz i John Coltrane. Al principi dels seixanta flirteja amb la música comercial i enregistra un disc com a vocalista per a Colúmbia, però a partir de 1965 es dedica exclusivament al jazz. Aquest mateix any signa un disc aclamat al costat de Gil Evans, ‘Guitar Forms'.
El 1967 treballa a la Costa Oest, i el 1969 fa la seva primera gira per Europa. Visita el Japó entre 1970 i 1971, i obté un important èxit. Inicia a continuació una activitat didàctica intensa.
El 1973 es trasllada a Califòrnia per treballar com a músic d'estudi i amb el seu trio regular.